# Port lotniczy Kuressaare
Port lotniczy Kuressaare – port lotniczy położony 3 km na południowy wschód od Kuressaare. Jest jedynym portem lotniczym na wyspie Saaremaa.
Pierwszy pas startowy został wybudowany w drugiej połowie lat trzydziestych XX wieku. Oficjalne otwarcie lotniska nastąpiło 6 marca 1945 roku. Zainaugurowano wtedy połączenie lotnicze między Kuressaare i Tallinnem. Obecny terminal pochodzi z roku 1962. W 1966 roku wyasfaltowano pas startowy.

## Linie lotnicze i połączenia
| Linia lotnicza | Kierunek   |
| -------------- | ---------- |
| Diamond Sky    | 1. Ruhnu   |
| Nyxair         | 1. Tallinn |